# Кенго Накамура
Кенго Накамура (јап. 中村 憲剛; 31. октобар 1980) јапански је фудбалер.

## Каријера
Током каријере је играо за Кавасаки Фронтале.

## Репрезентација
За репрезентацију Јапана дебитовао је 2006. године. Наступао је на Светском првенству (2010. године) с јапанском селекцијом. За тај тим је одиграо 68 утакмица и постигао 6 голова.

## Статистика
| Јапан  | Јапан   | Јапан  |
| Година | Наступи | Голови |
| ------ | ------- | ------ |
| 2006.  | 3       | 1      |
| 2007.  | 13      | 0      |
| 2008.  | 13      | 2      |
| 2009.  | 12      | 2      |
| 2010.  | 11      | 0      |
| 2011.  | 4       | 1      |
| 2012.  | 7       | 0      |
| 2013.  | 5       | 0      |
| Укупно | 68      | 6      |